# Carex herteri
Carex herteri är en halvgräsart som beskrevs av Gerald A. Wheeler. Carex herteri ingår i släktet starrar, och familjen halvgräs.
Artens utbredningsområde är Uruguay. Inga underarter finns listade i Catalogue of Life.